# Potyautasok a bárkán
A Potyautasok a bárkán (eredeti cím németül: In der Arche ist der Wurm drin, angolul: Stowaways on the Ark) 1988-ban bemutatott német rajzfilm, amely a Biblia története alapján készült.
Németországban 1988. március 24-én mutattak be a mozikban, Magyarországon 1990. decemberében adták ki VHS-en.

## Szereplők
| Szereplő        | Eredeti hang          | Magyar hang                                                                                                   |
| --------------- | --------------------- | --- |
| Percegő         | Wolfgang Ziffer       | Székhelyi József                                                                                              |
| Liza            | Dagmar Biener         | Földessy Margit                                                                                               |
| Noé             | Arnold Marquis        | Kenderesi Tibor                                                                                               |
| Az Úr           | Friedrich Schönfelder | Simon György                                                                                                  |
| Öreg szú        | Heinz Theo Branding   | Makay Sándor                                                                                                  |
| Shem            | Stefan Gossler        | Sörös Sándor                                                                                                  |
| Kham            | Lutz Riedel           | Bognár Zsolt                                                                                                  |
| Japhet          | Karl Schulz           | Jakab Csaba                                                                                                   |
| Noé felesége    | Hannelore Minkus      | Halász Aranka                                                                                                 |
| Grizzly medve   | Helmut Krauss         | Dózsa László                                                                                                  |
| Barna medve     | Heinz Rabe            | Csikos Gábor                                                                                                  |
| Harkály         | Santiago Ziesmer      | Bartucz Attila                                                                                                |
| Elefánt         | Edgar Ott             | Kardos Gábor                                                                                                  |
| Jegesmedve      | N/A                   | Kardos Gábor                                                                                                  |
| Vezér holló     | Eberhard Prüter       | Beregi Péter                                                                                                  |
| Keselyű         | Wilfried Herbst       | Beregi Péter                                                                                                  |
| Tatu            | Hans-Helmut Müller    | Beregi Péter                                                                                                  |
| Tigris          | Kurt Goldstein        | Soós László                                                                                                   |
| Leopárd         | Eberhard Storeck      | Vogt Károly                                                                                                   |
| Sas             | Hermann Ebeling       | Vogt Károly (1. hang) Botár Endre (2. hang)                                                                   |
| Kandúr          | Stefan Behrens        | Huszár László                                                                                                 |
| Oroszlán        | Lothar Köster         | Huszár László                                                                                                 |
| Rozmár          | Alexander Herzog      | Ujlaki Dénes                                                                                                  |
| Kígyó           | Andrea Brix           | Orosz István                                                                                                  |
| Árpád           | Simon Jäger           | Végh Péter |
| Berci           | Tarek Helmy           | Józsa Imre |
| Panda           | N/A                   | Józsa Imre |
| Csimpánz        | N/A                   | Barbinek Péter                                                                                                |
| Nőstényoroszlán | N/A                   | Bor Zoltán |
| Tojó keselyű    | N/A                   | Csellár Réka                                                                                                  |
| Tarajos keselyű | N/A                   | Csellár Réka                                                                                                  |
| Hangya          | N/A                   | Detre Annamária                                                                                               |
| Nősténymacska   | N/A                   | Magda Gabi |
| Méh             | N/A                   | Magda Gabi |
| Tojó pingvin    | N/A                   | Magda Gabi |
| Pingvin         | N/A                   | Varga Tamás                                                                                                   |
| Hollók          | N/A                   | Bartucz Attila Beregi Péter Bor Zoltán Botár Endre Csellár Réka Magda Gabi Varga Tamás Végh Péter Vogt Károly |